# Las Vegas Film Critics Society Awards
La Las Vegas Film Critics Society Awards (LVFCS) est une cérémonie organisée par la Las Vegas Film Critics Society Awards, une association américaine de critiques de   cinéma, basée à Las Vegas (Nevada), aux États-Unis et fondée en 1997 (avec Titanic meilleur film),. Chaque année, les Las Vegas Film Critics Society Awards (LVFCS Awards), aussi appelés Sierra Awards, récompensent les meilleurs films de l'année.
Pour 2024, c'est le film Dune, deuxième partie de Denis Villeneuve qui gagne la récompense de meilleur film de l'année,,.

## Catégories de récompense
- Meilleur film
- Meilleur réalisateur
- Meilleur acteur
- Meilleure actrice
- Meilleur acteur dans un second rôle
- Meilleure actrice dans un second rôle
- Meilleur scénario
- Meilleure direction artistique
- Meilleurs costumes
- Meilleure photographie
- Meilleur montage
- Meilleurs effets visuels
- Meilleure chanson
- Meilleure musique de film
- Meilleur film en langue étrangère
- Meilleur film d'action
- Meilleur film d'animation
- Meilleur film documentaire
- Meilleur film de famille
- Meilleur enfant dans un film
- Meilleur DVD
- Lifetime Achievement Award

### Liens  externes
- (en) Site officiel
- Notices d'autorité :   - VIAF
- (en) Les Las Vegas Film Critics Society Awards par année sur l'Internet Movie Database